# 啟祥集團
啟祥集團有限公司（除牌當時為0632.HK），是在1938年由馮秉芬以「馮秉芬集團有限公司」創立，在1992年上市，業務包括紡織、礦業、玩具、證券投資等。
啟祥集團曾經代理過護潔面紙、得寶面紙（Tempo）、貴族飲品、紅提鮮飲品、紫荊護膚品、萊斯家庭電器及AIWA等產品，也曾是上環兆豐行大廈（建於1987年）及淺水灣麗都商場（已出售並重建發展為The Pulse）的大業主，但由於業務擴展過度，以及於1997年在廣東省投資造紙廠失利，集團先後失去得寶面紙和愛華影音的代理權，而且債台高築，要不斷變賣股權和房產抵債。馮秉芬於2000年卸任主席後，啟祥集團長期虧蝕，在2002年出售給招商局集團後變成招商迪辰，再變成現時的東方明珠石油。

## 連結
- 世家望族/馮秉芬（页面存档备份，存于）